# Gerhard Vormwald

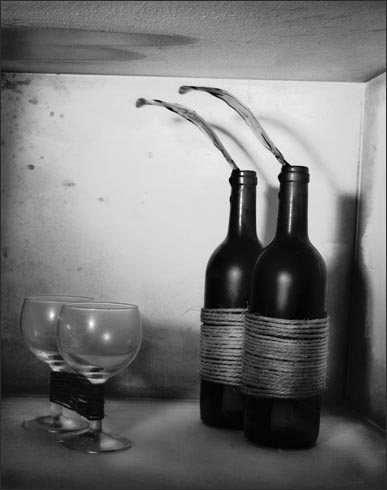
Láhve a skleničky, 1995

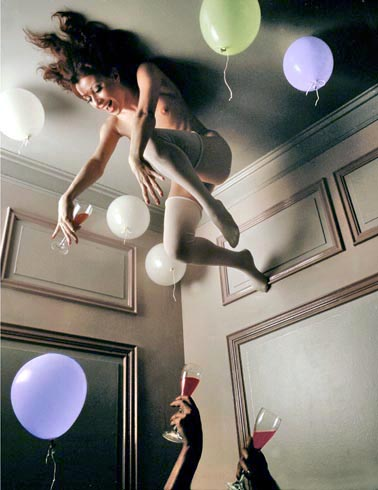
Uschi a balónky, 1975

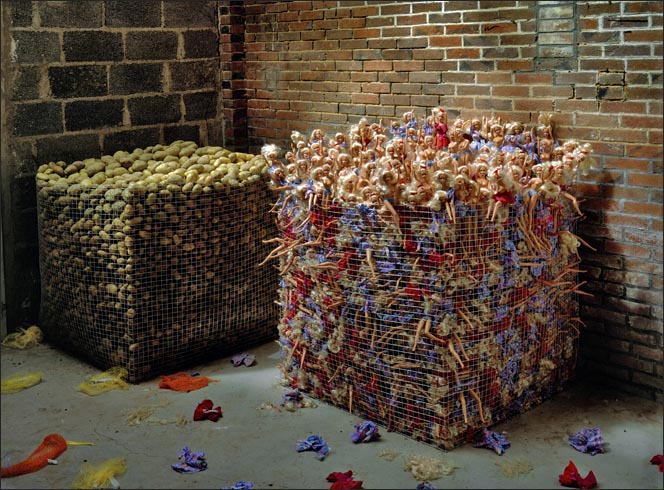
Jeden kubík brambor, jeden kubík Barbín, 1993

Gerhard Vormwald (6. března 1948 Heidelberg Německo – 9. března 2016 Paříž) byl německý fotograf.

## Život a dílo
Po absolvování oboru ofsetový tiskař studoval v období 1966 - 1971 malířství a sochařství, stejně jako komerční grafiku v Mannheimu na svobodné akademii umění Akademie Werkkunstschule/Fachhochschule.
Kromě své práce jevištního fotografa v Národní divadlu v Mannheimu od roku 1969, získal první reklamní smlouvy. Od roku 1975 dokončil své první inscenované fotografie, díky kterým se později stal nejznámějším. V roce 1983 si otevřel vlastní fotografický ateliér v Paříži, kde také žil. Ve Francii pracoval jako fotograf pro reklamní kampaně, fotografoval ilustrace do časopisů a pokračoval na svých vlastních cyklech. Od roku 1984 pracoval znovu s malbou.
V roce 1988 otevřel ateliér Le Couèche nedaleko Paříže a od roku 1990 se věnoval reklamní fotografii. Od roku 1992 přešel na digitální obrazová média. Kromě své fotografické práce se ještě pravidelně věnoval kreslení a malbě. V roce 1999 se stal profesorem fotografie na Univerzitě v Düsseldorfu. Od roku 2011 pracoval na Německé akademii fotografie (Deutsche Fotografische Akademie).
Jeho rané černobílé fotografie se vyznačují vtipem a ironickým pohledem. Asi od roku 1975 se věnoval hlavně inscenované fotografii. Jeho obrazy jsou surrealistické a založené na geniální inscenaci.
Jako kritiku konzumního fetišismu inscenoval v roce 1995 extravagantní inscenovaná a záhadná zátiší potravin a nápojů.

## Výstavy
Vybrané výstavy od roku 1990:
- 1990 Deutsche Fotografie Haus des Malers, Moskva. (G.)
- Werkschau Nikon-Galerie, Curych.
- 1991 De la Reclame à la Publicité Centre Georges Pompidou, Paříž. (G. Kat.)
- Die Bildermacher Kunstverein Karlsruhe, Museum f. Buchkunst, Lipsko. (G Kat.)
- 1992 2. Internationale Foto-Triennale Esslingen. (Kat.)
- Bilder von Menschen und Objektinszenierungen Ursula Blickle Stiftung, Kraichtal (Kat)[3]
- 1993 Pixel (Scannerfotos), Museum für Kunst und Gewerbe, Hamburk. (G. Kat.)
- Gerhard Vormwald Pinacoteca do Estado Sao Paulo
- 1994 Neue Arbeiten mit Fotografie Kunstverein Speyer.
- Photofiction Galerie Ivonamor Palix, Paříž.
- 1995 Autonomie der Dinge Galerie In Focus, Kolín nad Rýnem.
- 1996 Neue Arbeiten mit Fotografie Galerie im Körnerpark, Berlín.
- 1997 Fotopapier ist geduldig Museum für Kunst und Gewerbe, Hamburk.
- Das Portrait im 20. Jahrhundert Raab-Galerie, Berlín. (G.)
- Fotoarbeiten zum Wein aus der Serie die Nahrungs- und Genussmittelmonumente. Galerie der Stadt Fellbach, Fellbach.
- 1998 Gerhard Vormwald, In vehementem Vorwärtsdrängen, Arbeiten mit Fotografie Fotografie-Forum International, Frankfurt nad Mohanem.
- 1999 Oeuvres photographiques 1994-98 Le Credac, Ivry s.Seine, Paříž. (Kat.)
- Video Virtuale-Foto Fictionale Museum Ludwig, Kolín n. R. (G.)
- Table Manners Kunsthalle Brémy. (G.)
- 2000 Lachen Galerie am Chamissoplatz, Berlín. (G.)
- 2001 Arbeiten mit Fotografie Kunsthalle, Mannheim. (Kat.)
- Die Mannheim-Bilder Galerie Falzone, Mannheim.
- 2002 Blind Date Essentials und andere Bildpaare PPS-Galerie, Hamburk
- Blind Date Essentials und andere Bildpaare Galerie In Focus, Kolín
- 2004 Enthüllt-Exposed Das Aktbild in der Fotokunst des 20. Jahrhunderts, Städtische Museen Heilbronn. (G.Kat.)
- En parallèle 1 -objets, dessins, installations galerie d´ art contemporain, Hotel de ville Besançon
- 2005 En parallèle 2 -photographies ecole de beaux-arts, Besançon.
- Das Medium ist ein Medium ist ein Medium, Installation, Fotografie, Malerei, Zeichnung Städtische Galerie Erlangen.
- Vormwald-Kleine Retrospektive Internationale Fototage Mannheim im Faktorhaus Ludwigshafen. (Kat.)*
- 2006 SZeitensprünge Arbeiten mit Fotografie, Stadtbücherei Heidelberg.
- Die Speyer Installation Arbeiten ohne Fotografie, Künstlerbund Speyer.
- Kunst in der Filzfabrik Speyer.
- 2007 HymArt Zeichnungen, Rathausgalerie Hirschberg.
- 2008 Die Autonomie der Dinge Forum für Fotografie, Kolín n. R. (Kat.)
- TRANS–fotografische Einblicke in die fortlaufenden Versuche mir ein Bild der Welt und von mir selbst zu machen Galerie Zephyr, Mannheim.
- 2009 Nude Visions 150 Jahre Körperbilder in der Fotografie.
- Münchner Stadtmuseum Sammlung Fotografie. (G Kat)
- Hommage to Irving Penn Galerie Hiltawsky, Berlín. (G Kat)
- WEB-WERKE Atelierhaus Panzerhalle, Silvia-Klara Breitwieser, Postupim. (G)
- 2010 Nude Visions 150 Jahre Körperbilder in der Fotografie, Museum für Kunst und Gewerbe, Hamburk.
- Die Nacht Tufa- Kultur & Kommunikationszentrum, Trier.
- Nude Visions 150 Jahre Körperbilder in der Fotografie, Von der Heydt Museum Wuppertal.
- Lust und Begehren Kunsthalle Villa Kobe, Halle. (G)
- Leichte Hand am Spiel Neue Zeichnungen, Objektinstallationen, Kunstverein Langenfeld.
- 2011 Mit leichter Hand am Spiel Forum für Kunst und Architektur, Essen, Arbeiten auf Papier. Gemeinschaftsausstellung mit Fotostudenten der FH Düsseldorf, Klasse Vormwald.
- Bildermode-Modebilder, 50 Jahre Modefotografie in Deutschland Galeria Torreão Nascente da Cordoaria Nacional, Lisabon, ve spolupráci s Goethe Institut Lisabon (G).
- 2012 Deltabeben Kunsthalle Mannheim.
- Die Sammlung Polaroid NRW-Forum Düsseldorf.
- TRANS 2 Städtische Galerie Wittlich, Georg Meistermann Museum, Fotografien der letzten Jahre.

Fotografie Gerharda Vormwalda se nacházejí ve sbírkách následujících institucí: Museum Ludwig, Kolín, Rheinisches Landesmuseum Bonn, pařížské Centre Pompidou, sbírka Collection Polaroid v Lausanne, sbírka Collection Polaroid v Amsterdamu a v Kodak Eastman House v Rochesteru.

## Galerie

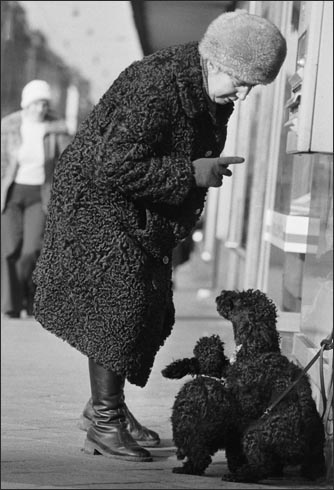
Žena v psím kožichu, Mannheim, 1970
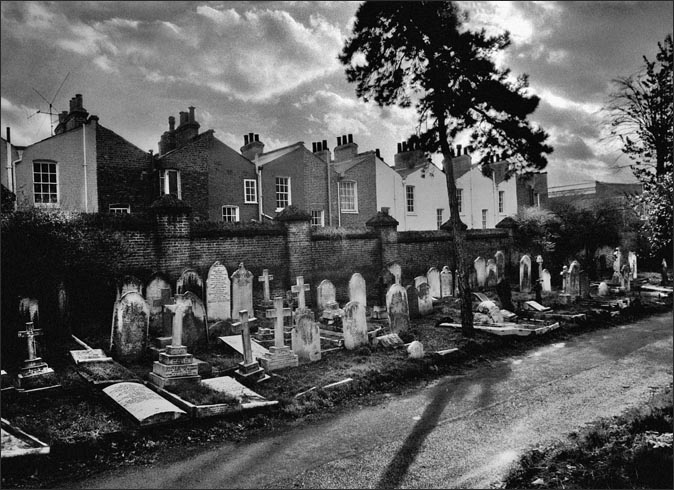
Hřbitov Prompton, Londýn, 1973
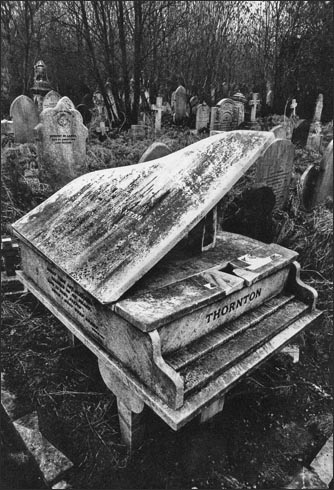
Křídlo Thornton, Londýn, 1973
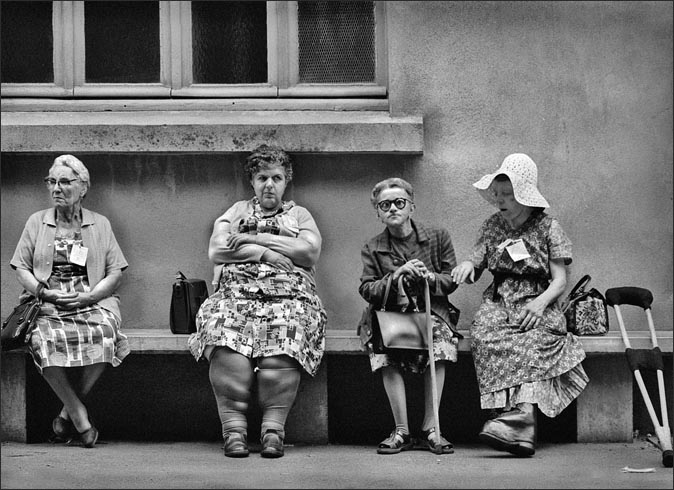
Poutníci, Lurdy, 1976
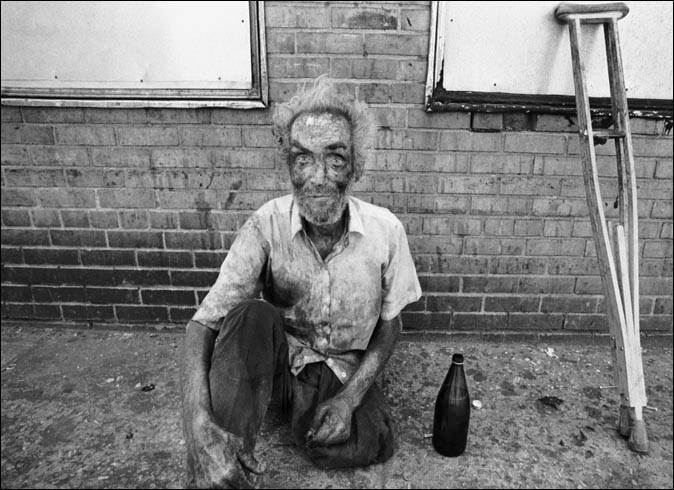
Bowery, New York City, 1977
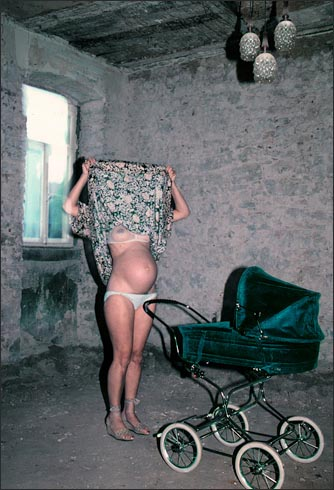
Karin s Philipem, 1978
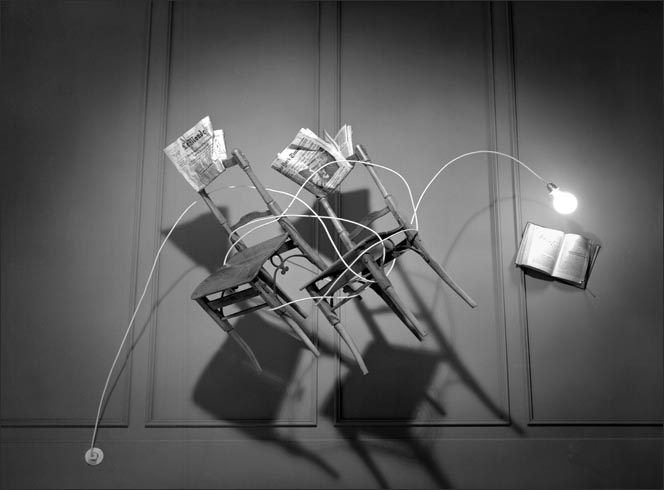
Létající židle, 1981
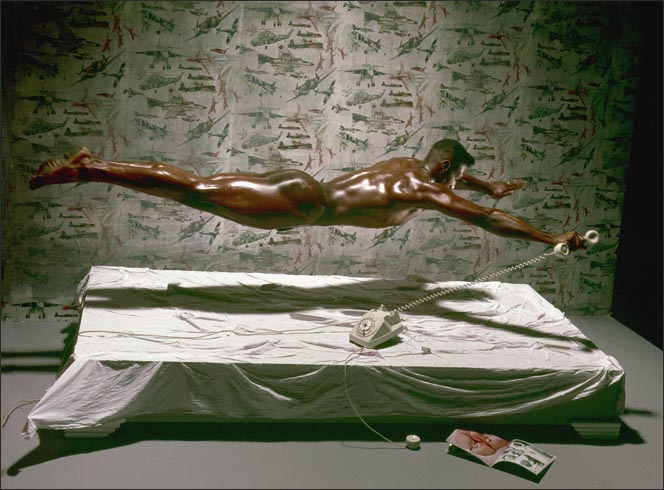
Létající černý muž, 1983
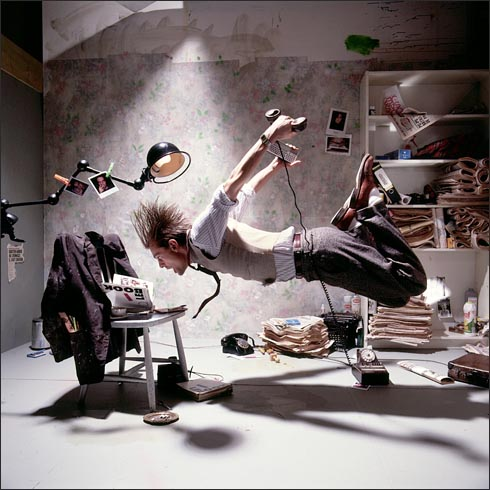
Thomas le book, Paříž, 1988
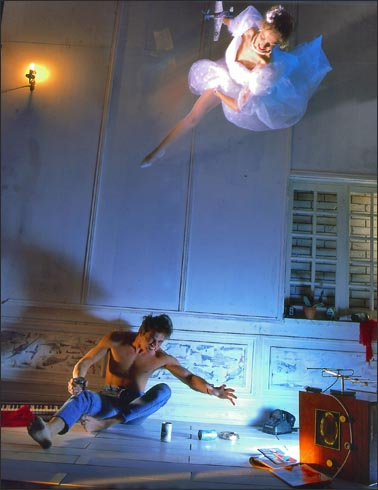
Blind date, Paris, 1988
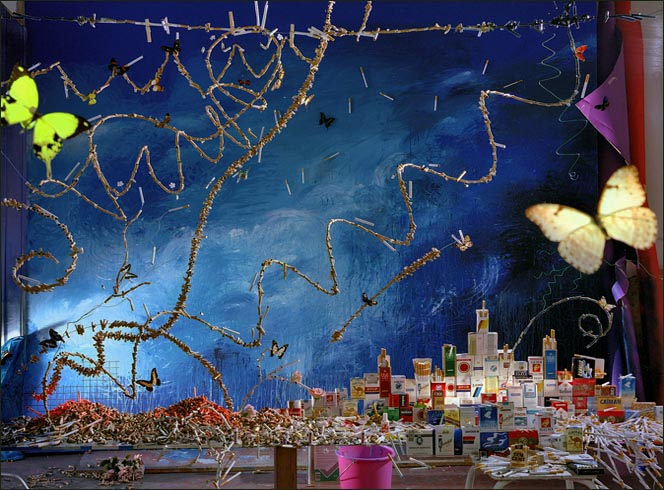
Cigaretové město, 1992
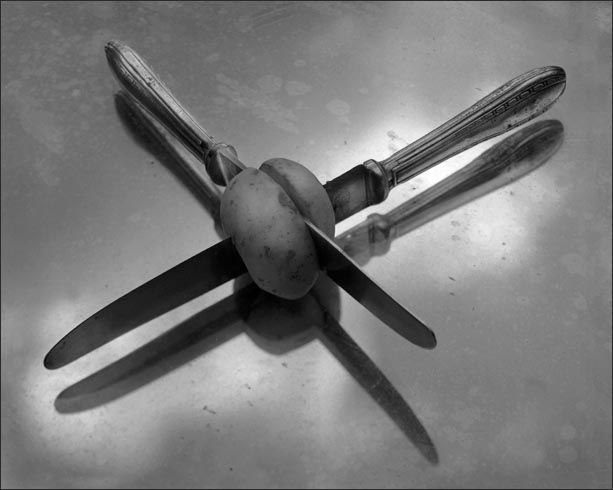
Křížení nožů, 1995
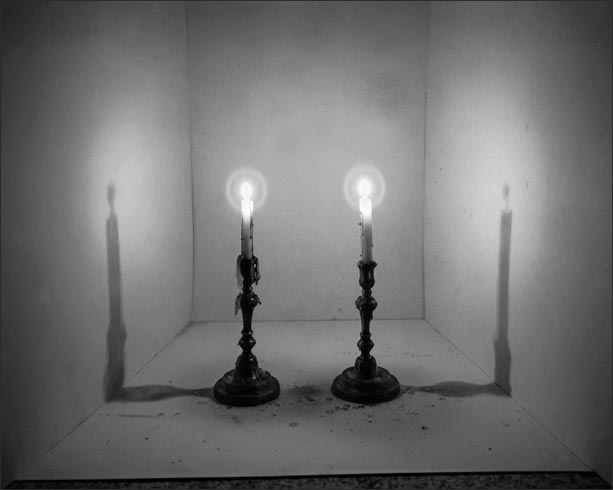
Stíny svíček, 1995
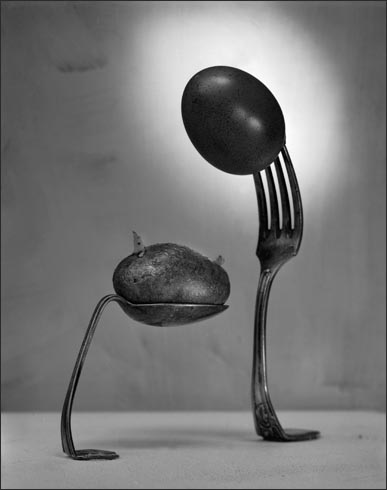
Brambora a vajíčko, 1995
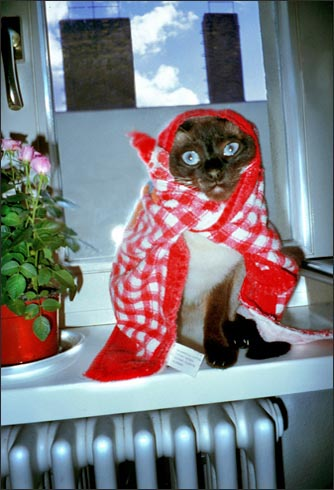
Paulinchen, 2000